# Give ’em Hell, Harry!
Give'em Hell, Harry! – amerykański film biograficzny z 1975 roku. Jest to zapis przedstawienia jednego aktora, który przedstawia życie prezydenta Stanów Zjednoczonych, Harry'ego Trumana.

## Główna rola
- James Whitmore – Harry Truman

## Nagrody i nominacje (wybrane)
Oscary za rok 1975
- Najlepszy aktor – James Whitmore (nominacja)

Złote Globy 1975
- Najlepszy aktor dramatyczny – James Whitmore (nominacja)